# トーマス・リムピンゼル
トーマス・リムピンゼル（Thomas Limpinsel, 1965年 - ）は、ドイツの俳優である。

## 出演作品

### 映画
- オーシャンズ・オデッセイ
- ヒトラー 〜最期の12日間〜（ハインツ・リンゲ）